# Kanton Vitry-sur-Seine-Ouest
Der Kanton Vitry-sur-Seine-Ouest war von 1967 bis 2015 ein französischer Wahlkreis im Arrondissement Créteil, im Département Val-de-Marne und in der Region Île-de-France. Er bestand aus einem Teil der Stadt Vitry-sur-Seine.

## Bevölkerungsentwicklung
| 1990   | 1999   | 2010   |
| ------ | ------ | ------ |
| 28.324 | 26.110 | 27.491 |